# Yasuhiko Okudera
Yasuhiko Okudera (japanisch 奥寺 康彦 Okudera Yasuhiko; * 12. März 1952 in Kazuno, Präfektur Akita) ist ein ehemaliger japanischer Fußballspieler und -trainer.

## Werdegang
Der Mittelfeldspieler begann seine Karriere 1970 in Japan beim Furukawa Electric Soccer Club, mit dem er 1976 die Meisterschaft und 1977 den JSL Cup gewinnen konnte. Als Okudera im Juli 1977 als erster Spieler aus Japan in die Fußball-Bundesliga wechselte und zum Spielerkader des 1. FC Köln stieß, wurde er eher belächelt. Doch setzte er sich in Köln unter Trainer Hennes Weisweiler schnell durch und wurde Stammspieler. Im ersten Jahr wurde er gleich deutscher Meister und DFB-Pokalsieger. Okuderas Flugkopfball, mit dem er am 29. April 1978 den Treffer zum 0:5-Endstand am letzten Bundesligaspieltag der Kölner Meistersaison 1977/78 im Auswärtsspiel beim FC St. Pauli erzielte, wurde zum Tor des Monats gewählt.
1981 holte ihn Otto Rehhagel dann von Hertha BSC zu Werder Bremen. In Bremen wurde er als Stammspieler dreimal Deutscher Vize-Meister.
Bis zu seinem Karriereende spielte Okudera insgesamt 234-mal in der Bundesliga und erzielte dabei 26 Tore. In der 2. Fußball-Bundesliga kam er auf 25 Einsätze und acht Tore. 1986 kehrte er nach Japan zu Furukawa Electric Soccer Club zurück, wo er auch 1988 seine aktive Laufbahn beendete.
Am 12. Juli 1972 debütierte Okudera in der japanischen Nationalelf im Spiel gegen die Khmer-Republik, das heutige Kambodscha. Japans Team siegte in Kuala Lumpur mit 4:1. Er kam bis 1988 zu 32 Einsätzen für die japanische Nationalmannschaft, in denen er 9 Tore erzielte.
Heute ist er Präsident des japanischen Yokohama FC und nebenbei Fernsehkommentator. Zudem war er Vorsitzender des englischen Zweitligisten Plymouth Argyle.

## Statistik
- 1. Bundesliga
  - 1. FC Köln: 75 Spiele, 15 Tore
  - Werder Bremen: 159 Spiele, 11 Tore

- 2. Bundesliga
  - Hertha BSC: 25 Spiele, 8 Tore

- DFB-Pokal
  - 1. FC Köln: 15 Spiele, 2 Tore

- Europapokal der Landesmeister; UEFA-Pokal
  - 1. FC Köln: 3 Spiele, 2 Tore

- Länderspiele
  - Japan: 32 Spiele, 9 Tore

## Erfolge
- Japanischer Meister: 1976, 1985/1986
- Kaiserpokal: 1976
- Japanischer Supercup: 1977
- Deutscher Meister: 1978
- Deutscher Vize-Meister: 1983, 1985, 1986
- DFB-Pokal-Sieger: 1978
- DFB-Pokal-Finalist: 1980